# Calyptomenidae
Calyptomenidae là một họ chim thuộc bộ Sẻ (Passeriformes) được tìm thấy ở châu Phi, bán đảo Mã Lai và Borneo. Họ này có sáu loài trong hai chi.
Các loài trong họ này trước đây được phân loại thuộc họ Mỏ rộng (Eurylaimidae). Một nghiên cứu phát sinh loài phân tử công bố năm 2006 cho thấy các loài trong hai chi này không có quan hệ họ hàng gần với các loài mỏ rộng khác. Hai chi này hiện được đặt trong một họ riêng.

## Các chi
Họ Mỏ rộng lục bao gồm sáu loài trong hai chi:
| Hình ảnh | Chi                        | Loài còn tồn tại |
| -------- | -------------------------- | --- |
|          | Smithornis Bonaparte, 1850 | - Mỏ rộng châu Phi (Smithornis capensis) - Mỏ rộng đầu xám (Smithornis sharpei) - Mỏ rộng hông hung (Smithornis rufolateralis) |
|          | Calyptomena Raffles, 1822  | - Mỏ rộng xồm (Calyptomena viridis) - Mỏ rộng Hose (Calyptomena hosii) - Mỏ rộng Whitehead (Calyptomena whiteheadi)            |